# ジェームズ・エックハウス
ジェームズ・エックハウス（James Eckhouse,  1955年2月14日 - ）は、アメリカ合衆国の俳優である。

## 来歴
1955年、イリノイ州・シカゴに生まれる。地元イリノイ州の高校を卒業した後に、マサチューセッツ工科大学へ進学して卒業。1980年代前半から役者活動を始め、エディ・マーフィとダン・エイクロイドが主演した『大逆転』で映画デビュー。1990年からレギュラーキャストとして出演した青春ドラマシリーズ『ビバリーヒルズ高校白書』のジム・ウォルシュ役で知名度も上昇。それ以降もテレビドラマ、映画など様々な分野で活躍するバイブレーヤーとである。また声優としても、いくつかのテレビアニメシリーズ等へクレジットされている。

### 私生活
1982年にSheila Kiliher Walshと結婚し、二人の間には2人の子供がいる。

## 出演作品

### 映画
- Will There Really Be a Morning? (1983)
- 大逆転 Trading Places (1983)
- キャロルの結婚 Blue Heaven (1985)
- When Nature Calls (1985)
- チャーリング・クロス街84番地 84 Charing Cross Road (1987)
- 危険な情事 Fatal Attraction (1987)
- シェイクダウン Shakedown (1988)
- ビッグ Big (1988)
- カクテル Cocktail (1988)
- シャドー・メーカーズ Fat Man and Little Boy (1989)
- マンディのために… In the Best Interest of the Child (1990) ※テレビ映画
- Sisters (1990) ※テレビ映画
- あなたの死後にご用心! Defending Your Life (1991)
- フォーエバー・ロード Leaving Normal (1992)
- Moment of Truth: Why My Daughter? (1993) ※テレビ映画
- ジュニア Junior (1994)
- Spring Fling! (1995) ※テレビ映画
- ターミナル/末期病状 Terminal (1996) ※テレビ映画
- Intimate Betrayal (1996)
- 母の眠り One True Thing (1998)
- アステロイド2 Judgment Day (1999)
- The Learning Curve (2001)
- 復讐者 Malevolent (2002)
- The Sure Hand of God (2004)
- シンデレラ・ストーリー A Cinderella Story (2004)
- ゲス・フー/招かれざる恋人 Guess Who (2005)
- Jimmy and Judy (2006)
- ハーフライフ Half-Life (2008)
- Extreme Movie (2008)
- Wake (2009)
- Love at First Hiccup (2009)
- アベンジャーズ The Avengers (2012)
- ショットガン・ウェディング Shotgun Wedding (2013)
- グッドマザー The Good Mother (2013) ※テレビ映画
- Paulie (2013)

### テレビドラマ
- Another World (1982)
- アメリカン・プレイハウス American Playhouse (1983)
- 私立探偵スペンサー Spenser: For Hire (1985, 1988)
- ザ・シークレット・ハンター The Equalizer (1986, 1987)
- ナイスサーティーズ thirtysomething (1989)
- マトロック Matlock (1989)
- ビバリーヒルズ高校白書 Beverly Hills, 90210 (1990 - 1998)
- キャピタル・ニュース Capital News (1990)
- Equal Justice (1990)
- バークにまかせろ Burke's Law (1994)
- ダーマ&グレッグ Dharma & Greg (1995)
- シカゴ・ホープ Chicago Hope (1996, 1998)
- 刑事ナッシュ・ブリッジス Nash Bridges (1999)
- Family Law (1999)
- Chicken Soup for the Soul (1999)
- スヌープス Snoops (1999)
- Once and Again (1999, 2000)
- アリー my Love Ally My Love (2001)
- The Division (2001)
- Touched by an Angel (2001)
- CSI:科学捜査班 CSI: Crime Scene Investigation (2001, 2009)
- ダナ&ルー リッテンハウス女性クリニック Strong Medicine (2001)
- Any Day Now (2002)
- ザ・ホワイトハウス The West Wing (2002)
- CIA:ザ・エージェンシー The Agency (2002)
- Robbery Homicide Division (2002)
- 弁護士ジャック・ターナー The Lyon's Den (2003)
- Judging Amy (2003)
- ザ・プラクティス ボストン弁護士ファイル The Practice (2004)
- WITHOUT A TRACE/FBI 失踪者を追え! Without a Trace (2004)
- ジャック&ボビー Jack & Bobby (2004)
- ラスベガス Las Vegas (2004, 2007)
- ボストン・リーガル Boston Legal (2005)
- 女検察官アナベス・チェイス Close to Home (2005)
- ミディアム 霊能者アリソン・デュボア Medium (2006)
- 女検死医ジョーダン Crossing Jordan (2006)
- マダム・プレジデント 星条旗をまとった女神 Commander in Chief (2006)
- ジェリコ 閉ざされた街 Jericho (2006)
- NIP/TUCK マイアミ整形外科医 Nip/Tuck (2006)
- クリミナル・マインド FBI行動分析課 Criminal Minds (2008)
- サウスランド Southland (2010)
- ザ・プロテクター/狙われる証人たち In Plain Sight (2010)
- ハリーズ・ロー 裏通り法律事務所 Harry's Law (2011)
- グッド・ワイフ The Good Wife (2011)
- CSI:マイアミ CSI: Miami (2012)
- Futurestates (2013)
- デイズ・オブ・アワ・ライブス Days of Our Lives (2013)
- マスターズ・オブ・セックス Masters of Sex (2013)
- NCIS: New Orleans (2014)

### テレビアニメ
- バットマン・ザ・フューチャー Batman Beyond (2000)